# 蒙特勒海峽制度公約

連接愛琴海（地中海）與黑海的博斯普魯斯海峽與達達尼爾海峽

蒙特勒海峽制度公約（英語：Montreux Convention Regarding the Regime of the Straits）是1936年在瑞士蒙特勒簽署的協定，該協定給予土耳其對伊斯坦布爾海峡和達達尼爾海峡的控制權并對海軍船隻的通行做出了規定。公約保證和平時期民用船隻的自由通行權，對非黑海國家軍用船隻的通行做出限制。在俄羅斯立場看，公約条款多年来一直具有爭議，尤其是涉及前蘇聯海軍和俄羅斯海軍的通行問題。

## 歷史背景
該公約是19世紀和20世紀的一些列協議之一，這些協議試圖解決長期存在的海峽問題，即：誰應該控制連接黑海和地中海之間具有戰略意義的通道。1923年《洛桑條約》將達達尼爾海峽非軍事化，并在國際聯盟的國際海峽委員會的監督之下，向不受限制的民用和軍用交通工具開放海峽，剝奪了土耳其在黑海海峡設防的權力。
到了20世紀的30年代末，隨著意大利法西斯黨的崛起，地中海的戰略局勢發生了變化。意大利控制了土耳其西岸希臘人居住的佐澤卡尼索斯群島，并在羅得島、萊羅斯島和科斯島修建了防禦工事。土耳其擔心意大利會藉此利用進入海峽的機會，將其勢力擴大到安納托利亞地區和黑海地區，土耳其還擔心保加利亞會重新武裝起來。因此土耳其暗自重新加固了海峽要塞，儘管不允許土耳其這樣做。
1936年3月德國武裝占領萊茵非軍事區，歐洲局勢進一步惡化。同年4月11日，土耳其政府再次照會洛桑會議簽字國，要求召開新的國際會議修改海峽公約。英國等國家出於維護自身利益的考慮，表示贊同召開新的国际會議。

## 會議内容
1936年6月22日，澳大利亞、土耳其、英國、法國、蘇聯、希臘、羅馬尼亞、保加利亞、南斯拉夫、日本等《洛桑條約》簽約國代表出席了在瑞士的蒙特勒召開了制定新的海峽制度國際會議，作爲《洛桑條約》簽約國之一的意大利沒有出席蒙特勒會議。
會議上，蘇聯代表主張黑海沿岸的各國軍艦在和平時期可自由穿越海峽，而非黑海沿岸國家的軍艦在穿越海峽時應受到限制；在戰時則封鎖海峽，任何國家軍艦均不得通過。英國代表為防止蘇聯加强在地中海的勢力，則堅持非黑海沿岸國家與黑海沿岸國家在此問題上享有平等的權利，戰時各參戰國的軍艦均可自由通過，封鎖海峽必須經國際聯盟大會三分之二以上多數票通過。
各國經過將近一個月的爭論協商，最後於7月20日達成協議，與會十國的代表簽署了新的“海峽制度公約”，通稱《蒙特勒公約》。公約確認了海峽通行的自由原則：平時和戰時各國商船均可以自用通過；和平時期黑海沿岸國家的軍艦可自由通過海峽，非沿岸國家的軍艦通過海峽時要受到一定限制，其規定為：同一時期通過的軍艦總噸位不得超過1.5萬噸，在黑海停留的船隻總噸位不得超過三萬噸，停留時間不得超過21天；戰時如果土耳其為中立國，各交戰國不得通過海峽，如果土耳其為參戰國，則由土耳其決定是否允許別國軍艦通過。
根據新公約，撤銷了原來的海峽國際委員會，恢復了土耳其对海峽的全部主權，土耳其獲得了在達達尼爾海峽和伊斯坦布爾海峽設防的權利。該公約於當年11月9日生效

。

## 相關爭議與歷史事件

### 二戰期間
二戰初期，作爲中立國的土耳其與德國保持密切的貿易聯係，向德國供應鐵礦石、石油等工業原料。戰爭後期隨著戰局朝著不利於德國的方向發展，土耳其開始轉向靠攏盟國，1944年6月土耳其禁止德國船隻通過海峽。1945年2月的雅爾塔會議上，史達林處於對土耳其立場的不滿和國際聯盟不復存在爲由，提出廢除《蒙特勒公約》的要求。雅爾塔會議之後，蘇聯外交人民委員部制定的《關於海峽體制問題》的報告中指出：“對蘇聯最有利的解決方法是，蘇聯和土耳其達成海峽問題的雙邊協定。”1945年3月，蘇聯向土耳其發出了外交攻勢，指責土耳其在戰爭期間對蘇聯奉行的敵對政策，隨後宣佈廢除早年簽訂的《蘇聯土耳其友好條約》。蘇聯廢約的目的在於訂立雙邊新條約。在新條約中，蘇聯提出在海峽建立蘇聯的軍事基地，由蘇聯和土耳其兩國對海峽實行聯合控管等。土耳其認爲這個新條約侵害了主權，爲此將蘇聯告上了聯合國，英美兩國明確表示支持土耳其，因此這項新條約的談判未能進行下去，1953年斯大林去世之後，蘇聯也放棄了對土耳其提出的相關要求。

### 冷戰時期
1948年3月，美國讓土耳其以歐洲國家的身份參加馬歇爾計劃，4年之後土耳其正式加入北約。冷戰期間的黑海沿岸國家是蘇聯、羅馬尼亞、保加利亞和土耳其。除了土耳其是北約成員國之外，其餘三國都是華約集團國家。黑海幾乎成爲了華約國家的内海，但是黑海通往地中海的咽喉要道卻被北約國家所掌握。對此，為一旦爆發與北約軍事衝突，蘇聯黑海艦隊以土耳其為假想敵做出兩手對應策略：一是每年都進行模擬炮擊博斯普魯斯海峽兩岸炮兵陣地的實彈演習，爭取第一輪炮火摧毀土耳其海岸炮兵陣地，保證黑海艦隊突破封鎖進入地中海；二是確保蘇聯的潛艇能在土耳其方面毫無察覺之下順利通過海峽。
1988年2月，發生了一起美國的一艘巡洋艦在克里米亞半島附近被蘇聯護衛艦撞擊的事件。

### 21世紀以來發生的事件

#### 2018年克赤海峽危機
2018年克赤海峽危機發生後不到兩個月，2019年1月7日和19日，美國海軍驅逐艦“唐納德·庫克號”和登陸艦“麥克亨利堡號”以參加北約盟國羅馬尼亞的聯合軍演為名義，分別兩次通過達達尼爾海峽從地中海進入黑海，俄國海軍派出軍艦進行監視。

#### 俄羅斯入侵烏克蘭
2022年2月24日俄羅斯入侵烏克蘭之後，烏克蘭政府呼籲土耳其根據《蒙特勒公約》行使其被賦予的權力，限制俄羅斯軍艦從地中海進入黑海。
2月27日，土耳其外長恰武什奧盧接受媒體采訪時表示，土耳其方面已經對烏克蘭局勢做出了判斷，他表示，烏克蘭局勢已經演變成一場戰爭，土耳其方面將以透明的方式執行《蒙特勒公約》的相關規定。然而，恰武什奥盧重申：根據協議條款，土耳其不能阻止俄羅斯軍艦返回其注冊基地。
2022年11月，隸屬俄羅斯海軍太平洋艦隊的「瓦良格」号巡洋艦及「特里巴特斯海軍上將」號驅逐艦，被土耳其根據《蒙特勒公約》拒絕進入黑海、並在地中海等待9個月後，最終折返海參崴。